# 神戸大学附属住吉中学校
神戸大学附属住吉中学校（こうべだいがくふぞくすみよしちゅうがっこう）は、かつて兵庫県神戸市東灘区住吉山手五丁目に存在した国立中学校。校地および校舎は、後身の神戸大学附属中等教育学校に引き継がれている。

## 沿革
- 1947年4月1日 - 兵庫師範学校男子部附属中学校として附属小学校内に開設。
- 1947年5月5日 - 開校式および第1回入学式。
- 1949年11月2日 - 神戸大学開学に伴い、神戸大学兵庫師範学校男子部附属中学校と改称。
- 1950年2月26日 - 校歌制定。
- 1950年5月31日 - 神戸大学兵庫師範学校住吉附属中学校と改称。
- 1951年4月1日 - 神戸大学教育学部附属住吉中学校と改称。
- 1969年5月1日 - 新校舎完成。
- 1970年4月1日 - 帰国子女教育学級設置
- 1992年10月1日 - 神戸大学発達科学部附属住吉中学校と改称。
- 1997年11月1日 - 創立50周年記念式典。
- 2001年2月1日 - 国際教育センター設立。
- 2009年3月 - 神戸大学の附属学校再編計画により、生徒募集を停止。
- 2009年4月1日 - 神戸大学附属住吉中学校と改称。神戸大学附属中等教育学校を併置。
- 2011年3月 - 閉校。

## 著名な出身者
- 鴻池祥肇（参議院議員・元国務大臣・元衆議院議員）
- 鈴木雅明（チェンバリスト、オルガニスト、バッハ・コレギウム・ジャパンの音楽監督）
- 嵯峨山茂樹（工学者、東京大学名誉教授）
- 丸川珠代（元参議院議員・元テレビ朝日アナウンサー）
- 佐々木恭子（フジテレビアナウンサー）
- 根本かおる（ジャーナリスト）
- 竹山宜典（医師）
- 大西祥男（医師）
- 小坂明子（歌手・作曲家）
- 浅田若菜（東海ラジオ放送元アナウンサー）
- 熊谷真菜（たこやき研究家・日本コナモン協会会長）
- 櫻井久仁子（教育者）
- 浅井江理名（女優）
- 中浜葉月（朝日放送元アナウンサー）
- 森山未來（俳優）
- 瑠東東一郎（映画監督、ドラマ監督）
- 花柳廸薫（日本舞踊家・花柳流師範）/宝塚歌劇団・花組出身）
- 森下恵子（元競泳選手・1988年ソウルオリンピック日本代表）